# Museu d'Art Contemporani d'Alacant

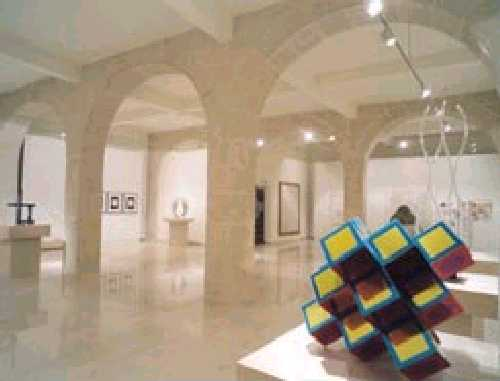
Vista interior del museu

El Museu d'Art Contemporani d'Alacant (MACA) és un museu municipal de la ciutat d'Alacant.
És una de les més importants mostres d'art contemporani que s'exhibeixen a nivell nacional. La internacionalitat dels artistes representats, tots els quals han exercit un paper fonamental en la història estètica del segle xx, la qualitat de les obres guardades, algunes reconegudes com a obres claus en la trajectòria artística dels seus autors, i el marc incomparable en el qual s'exposen, doten a aquest museu de personalitat pròpia.
L'artista alacantí Eusebio Sempere havia reunit al llarg del temps i des de la seua posició privilegiada de gran artista i amic personal de grans artistes, una sèrie d'obres d'una qualitat excepcional que constituïen el nucli primigeni d'aquesta Col·lecció. Des de l'anunci de la seua intenció de crear un Museu d'Art Contemporani a Alacant, realitza un esforç personal molt important amb la finalitat d'aconseguir obres d'aquells artistes que ell considerava indispensables en una col·lecció d'art del segle xx, fins a reunir una selecció de peces extremadament rigorosa. 177 obres entre pintures, escultures i obra gràfica de 114 artistes alguns tan imprescindibles com Joan Miró, Picasso, Julio González, Juan Gris, Kandinsky, Dalí, Chagall, Arp, Calder, Bacon, Giacometti, Tàpies, Pablo Serrano, Millares, Saura, Guerrero, Chillida, Vasarely, Juan Gris, Agam, Soto, Rauschenberg, Oldenburg, Equip Crònica, Canogar o Christo. Fins i tot hi ha una partitura autògrafa de Manuel de Falla.
La Col·lecció Art Segle XX, tal com la va denominar el propi artista, obre les portes el 5 de novembre de 1977 a la Casa de l'Assegurada, un edifici civil de 1685, magnífic exemple de l'arquitectura barroca alacantina. Des de la renovació espacial i posada en valor de les peces que conformen aquesta Col·lecció en 1998, es pot gaudir en el Museu de l'Assegurada de tres exposicions permanents que van rotant temporalment. Cada quatre mesos, s'exposa un terç de la Col·lecció que s'aglutina entorn d'una gran premissa estètica: obres que giren al voltant de la Geometria, o de l'Abstracció, o de la Figuració.
A més en la recent ampliació del MACA es dedica una sala als fons de la Col·lecció Juana Francés que són resultat del Llegat Testamentari de l'artista fundadora del Grup El Paso nascuda a Alacant. La Col·lecció llegada a la ciutat d'Alacant està composta per 134 peces entre pintura, obra gràfica i obra mixta adossada.
L'última de les sales que conformen el nou Museu d'Art Contemporani d'Alacant, és la dedicada a Eusebio Sempere, obra adquirida per l'Ajuntament des de 1997 i formada per 513 peces, representatives de cadascuna de les seues etapes artístiques, des dels gouaches sobre paper i sobre taula fins a les seues escultures mòbils.